# Ypsolopha horridella
Ypsolopha horridella là một loài bướm đêm thuộc họ Ypsolophidae. Nó được tìm thấy ở miền bắc và Trung Âu và Trung Đông.
Sải cánh dài 16–21 mm. Con trưởng thành bay từ tháng 7 đến tháng 8.
Ấu trùng ăn lá các loài Malus và Prunus spinosa in a slight web.

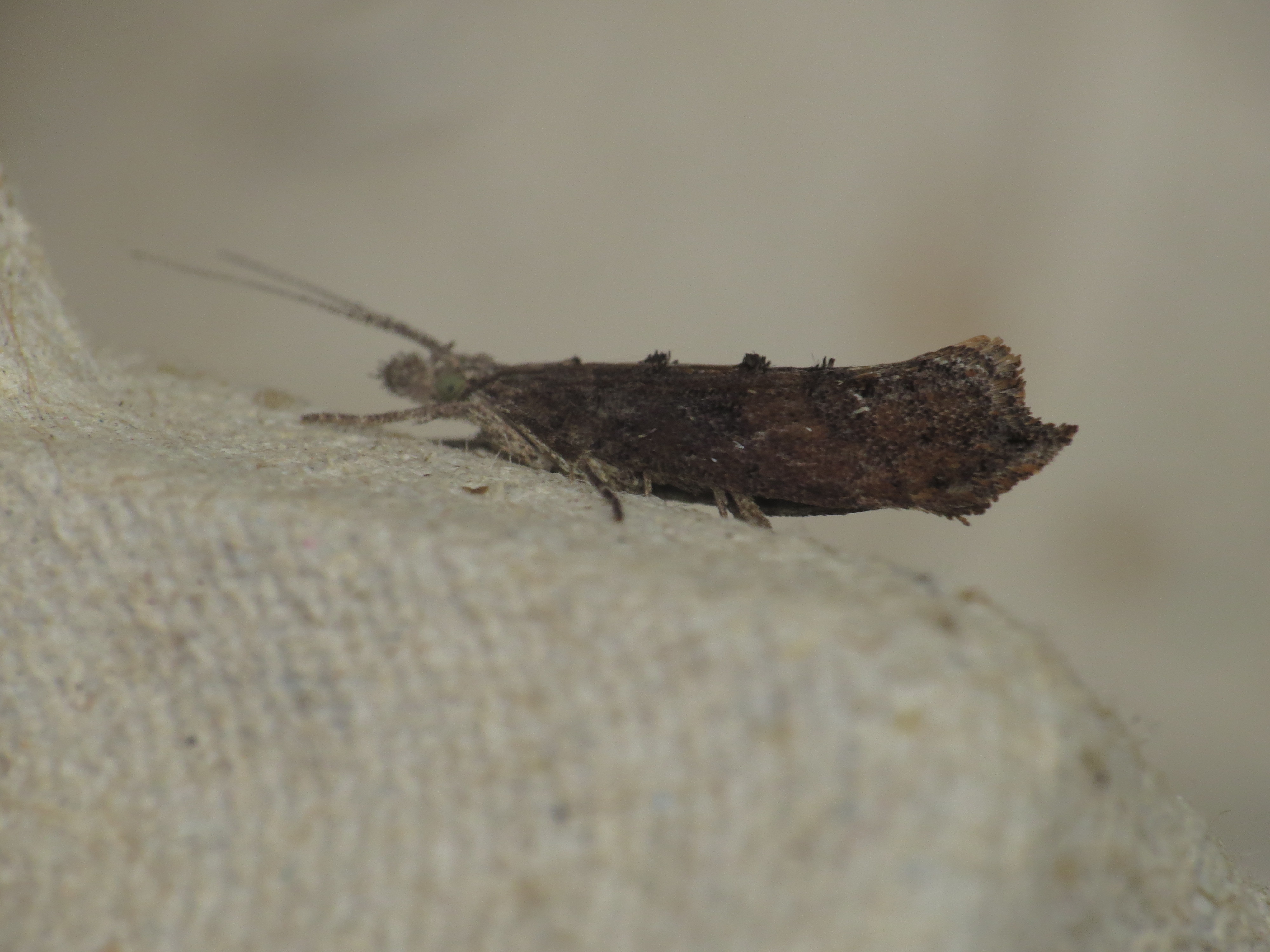
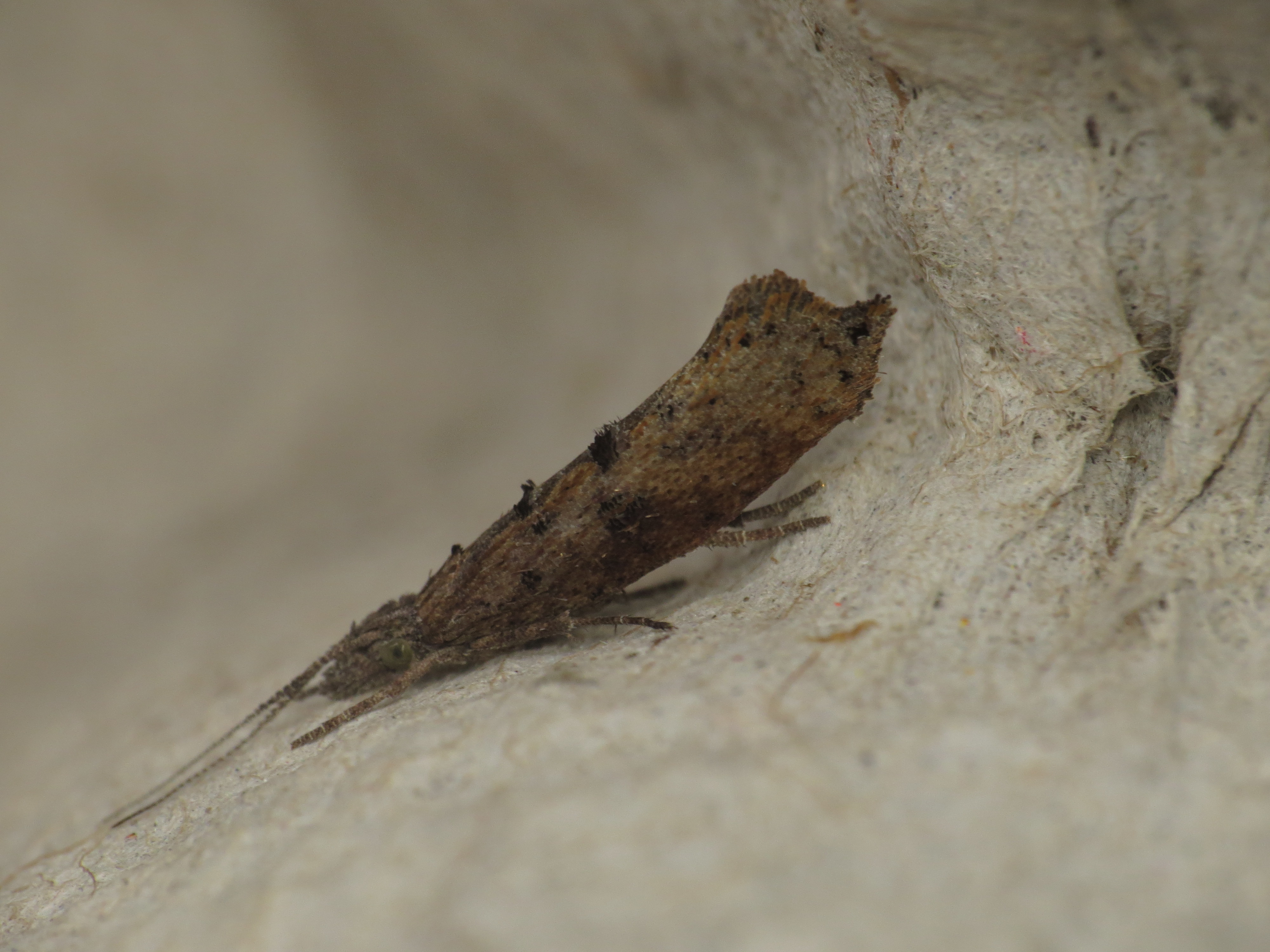
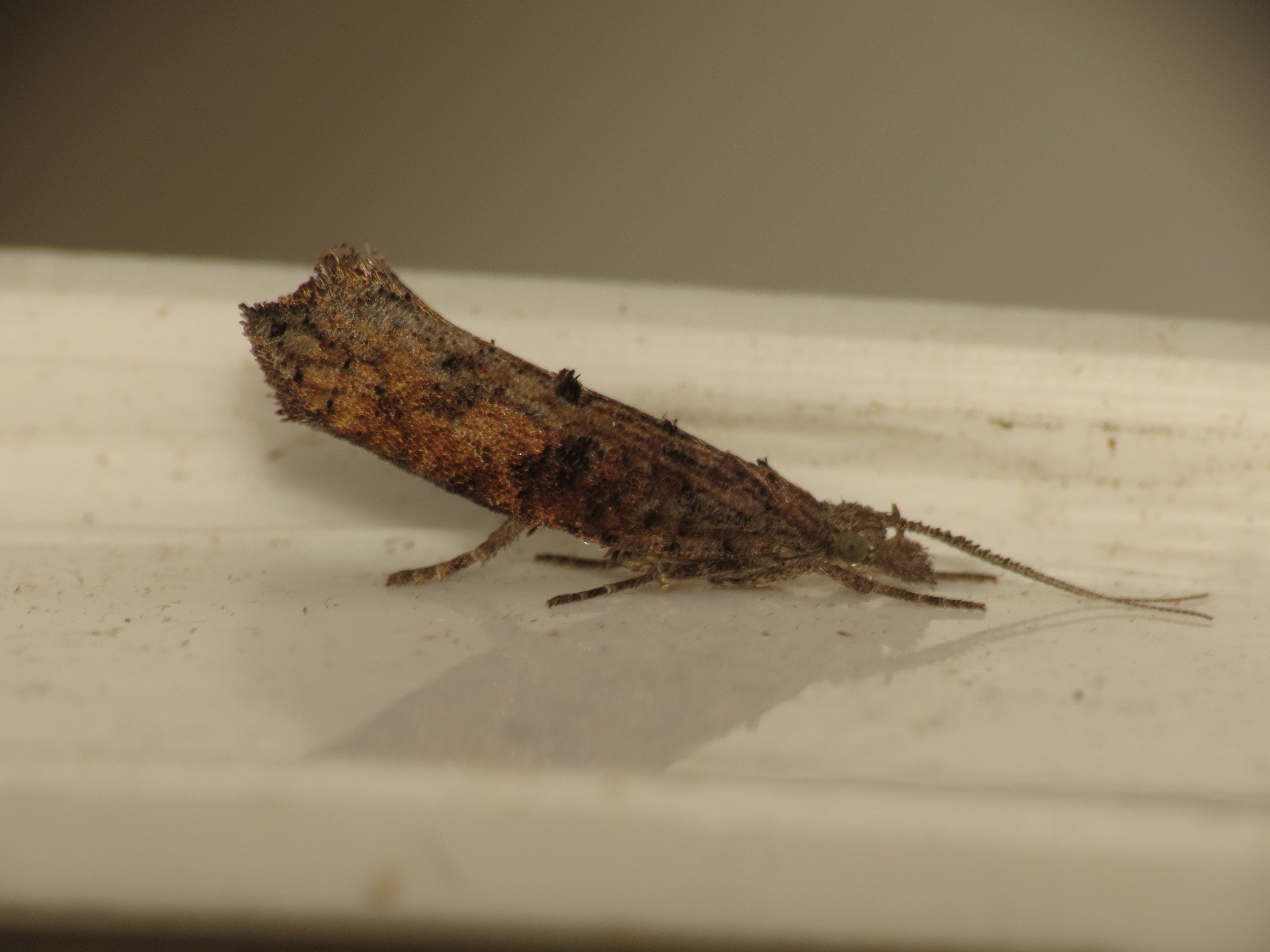
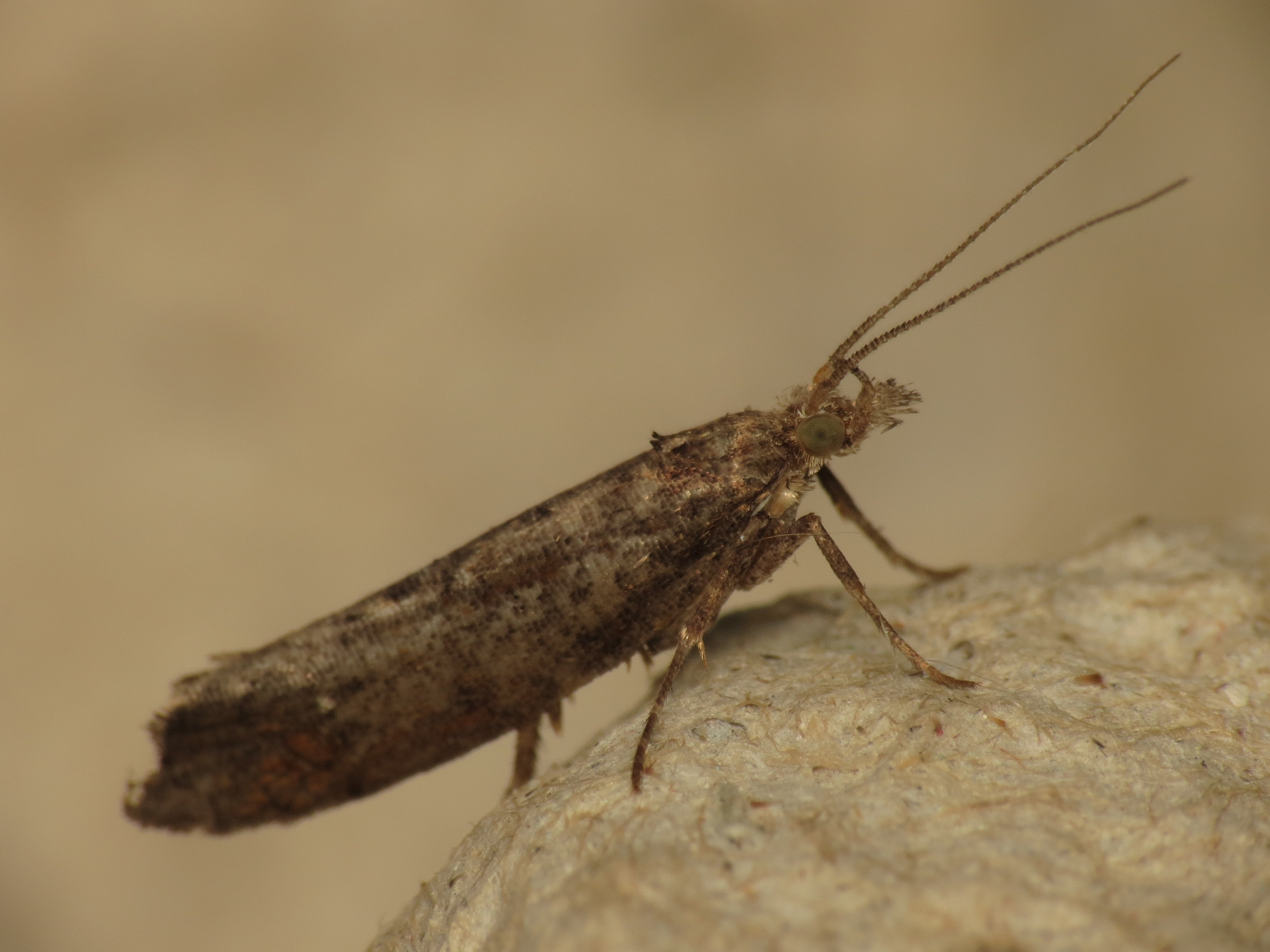

s== Hình ảnh ==